# 4 Page Letter
4 Page Letter è un singolo della cantante statunitense Aaliyah, pubblicato l'8 aprile 1997 come quarto estratto dal secondo album in studio One in a Million.
Scritto da Missy Elliott e prodotto da Timbaland, il singolo non ha avuto il successo degli altri singoli tratti dall'album ed è entrato in top40 solo nel Regno Unito.

## Video musicale
Il videoclip del brano è stato girato da Daniel Pearl e il soggetto è stato scritto da Rashad Haughton, fratello della cantante. Il video è ambientato in una foresta e inizia con un movimento di macchina che grazie all'utilizzo del crane segue la cantante che cammina tra gli alberi in una foresta. Successivamente Aaliyah si nasconde tra le foglie per ammirare un danzatore che a torso nudo si allena nella foresta, ma improvvisamente appare un uomo con delle catene in mano che mostra l'intenzione di catturare il danzatore. Con l'inizio della seconda strofa la scena si sposta in un villaggio di notte immerso nella foresta con molte tende in stile nativo-americano e molte motociclette parcheggiate. Il danzatore è rinchiuso in una gabbia sospesa, mentre Aaliyah esegue una coreografia sotto di lui accompagnata da due ballerini, e fa apparire per magia nella gabbia 4 pagine, in riferimento al titolo della canzone. La sequenza successiva mostra la gabbia aperta, e il danzatore che lotta con il suo carceriere in un'arena circondata da molte persone. All'improvviso in una luce accecante appare Aaliyah, vestita in un top e pantaloni attillati argentati, che soffiando getta del fuoco intorno agli astanti e crea un cerchio di fuoco in cui si trova da solo insieme al danzatore, che libererà della maschera e con il quale inizierà a ballare. Alla fine del video i due scompaiono e nel cerchio rimangono una lettera e la maschera del danzatore.

## Puvbblicazione
Il singolo è stato pubblicato negli Stati Uniti esclusivamente come formato dedicato al passaggio radiofonico; quindi non è potuto entrare nella Hot 100, in quanto Billboard non permetteva ancora ai brani privi di un CD fisico presente nei negozi di scalare la classifica ufficiale statunitense. Il singolo è entrato nella classifica radiofonica, ma senza entrare nella top40; si è fermato infatti alla 59ª posizione. Nella classifica radiofonica R&B/Hip-Hop invece è entrato in top20, dove ha raggiunto la posizione numero 12. Il singolo è entrato nella top40 del Regno Unito, dove ha raggiunto la 23ª posizione.

## Tracce

### UK CD single #1
1. "4 Page Letter" (radio edit) – 3:34
2. "One in a Million" (Timbaland Remix featuring Ginuwine) – 5:06
3. "One in a Million" (Nitebreed Mongoloid Dub) – 9:52
4. "One in a Million" (Nitebreed Bootleg Mix) – 7:13

### UK CD single #2 / 12-inch single
1. "4 Page Letter" (radio edit) – 3:34
2. "4 Page Letter" (Timbaland's Main Mix) – 4:37
3. "4 Page Letter" (Quiet Storm Mix) – 4:33
4. "Death of a Playa" (featuring Rashad) – 4:53

## Classifiche
| Classifica (1997)                        | Posizione |
| ---------------------------------------- | --------- |
| Europe Eurochart Hot 100                 | 28        |
| Nuova Zelanda                            | 49        |
| UK Top 75 Singles                        | 24        |
| U.S.A. Billboard Hot 100 Airplay         | 59        |
| U.S.A. Billboard Hot R&B/Hip-Hop Airplay | 12        |
| U.S.A. Billboard Rhythmic Songs          | 26        |